# Chris Rainbow
Chris Rainbow, pseudonimo di Christopher James Harley (Glasgow, 18 novembre 1946 – 22 febbraio 2015), è stato un cantante, compositore e produttore discografico scozzese che lavorò nell'ambito della musica rock e musicista che ebbe due brani noti nella sua carriera, "Give Me What I Cry For" e "Solid State Brain" negli anni '70.
Accanto alla carriera solista ebbe una ragguardevole vita professionale come voce e arrangiatore con molti artisti della scena rock, pop & progressive band e solisti. Ebbe un suo studio di registrazione e fece anche il produttore.

## Biografia
Christopher James Harley nacque da James Harley e Pamela Clapham. Adottò lo pseudonimo di "Rainbow" per evitare confusione con Steve Harley, dicendo:
Rainbow ebbe una balbuzie severa che spariva quando cantava.

### Carriera solista
Tra il 1972-73, Rainbow fu membro della band Hopestreet. Dopo questo si dedicò alla carriera solista come Christopher Rainbow, poi Chris Rainbow, e pubblicò tre album Home of the Brave nel 1975, Looking Over My Shoulder nel 1977, e White Trails nel 1979. Le canzoni delle ultime due opere sono presenti in The Best of Chris Rainbow, 1972–1980, CD singolo e doppio.
A quel tempo Rainbow ricevette più visibilità con il supporto di Kenny Everett, poi su Capital Radio di Londra, che trasmise la sua musica in modo costante. Alcuni jingle che Rainbow fece per Capital vennero poi pubblicati su alcuni album come out-take, demo e materiale unreleased.
Nel 1977 Rainbow registrò Dear Brian, un tributo a Brian Wilson cofondatore dei The Beach Boys. Saputo della morte di Rainbow, Brian Wilson postò il seguente messaggio nel sito ufficiale personale:

### Radio jingle
Rainbow scrisse, produsse e registrò jingle per Capital Radio 95.8FM dal 1973 al 1984 per Kenny Everett, Mike Aspel, Tommy Vance, David Symonds e altri. I jingle furono arrangiati per la trasmissione da Tommy Vance e Terence Dackombe.

### Voce e collaborazioni
Rainbow collaborò con The Alan Parsons Project, dal 1979 con l'album Eve fino al 1987 con l'album Gaudi, e con Eric Woolfson su Freudiana (1990).
Registrò e fece concerti con la progressive rock band Camel, dando la voce solista negli album da studio The Single Factor (1982) e Stationary Traveller (1984). Lavorò con il tastierista dei Camel Ton Scherpenzeel nel 1984 per l'album Heart of the Universe in duo, con cinque brani cantati.
Diede la voce in backing vocal sull'album "Song Of Seven" del frontman Yes Jon Anderson, e fece un tour con la Anderson's New Life Band.
Rainbow cantò in backing vocal su diversi album di artisti come Culture Club, Elaine Paige e Toyah Willcox.

### Produzione
Più recentemente Rainbow produsse diversi album della band scozzese gaelica Runrig.

### Album studio
Rainbow costruì e diresse il Vital Spark Music Studio sull'isola Isle of Skye dove artisti come Donnie Munro e KT Tunstall registrarono loro album.

### Morte
Chris Rainbow muore il 22 febbraio 2015 dopo una lunga battaglia con il morbo di Parkinson. Tributi a Chris furono fatti da Ken Bruce (che suonò Days are Numbers) su Radio 2 Morning Show e da Johnnie Walker (che suonò Solid State Brain) su Radio 2 "Sounds of the 70's".

## Discografia

### Solista
- 1975: Home of the Brave UK-LP/Jap-LP
- 1978: Looking over My Shoulder UK-LP/Jap-LP
- 1979: White Trails UK-LP/Jap-LP
- 1981: Body Music (single)
- 1993: Home of the Brave Jap-CD
- 1993: Looking over My Shoulder Jap-CD
- 1993: White Trails Jap-CD
- 1999: The Instrumental Chris Rainbow UK mini-LP
- 2001: The Chris Rainbow Anthology, 1974–1981 UK-CD
- 2002: Unreleased & demo tracks, 1973–1983 Jap-CD
- 2003: The Best of Chris Rainbow 1972–1980 Jap-CD
- 2008: Waves UK-CD
- 2007: Home of the Brave Jap-CD (re-Mastered)
- 2007: Looking over My Shoulder Jap-CD (re-Mastered)

### Collaborazioni
- 1979: Eve - The Alan Parsons Project
- 1980: Song of Seven – Jon Anderson
- 1980: The Turn of a Friendly Card - The Alan Parsons Project
- 1982: Animation – Jon Anderson
- 1982: Eye in the Sky - The Alan Parsons Project
- 1982: The Single Factor - Camel
- 1984: Ammonia Avenue - The Alan Parsons Project
- 1984: Stationary Traveller - Camel
- 1985: Vulture Culture - The Alan Parsons Project
- 1984: Pressure Points (album) - Camel
- 1984: Heart of the Universe - Ton Scherpenzeel
- 1986: Stereotomy - The Alan Parsons Project
- 1987: Gaudi - The Alan Parsons Project
- 1990: Freudiana - Eric Woolfson (The Alan Parsons Project)
- 1999: The Time Machine - Alan Parsons